# Mein Kampf (film)
Pour plus de détails, voir Fiche technique et Distribution.
Mein Kampf (Den blodiga tiden) est un film documentaire suédois écrit et réalisé par Erwin Leiser sorti en 1960.

## Synopsis
La vie, l'ascension et la chute d'un médiocre étudiant aux Beaux-Arts devenu dictateur nommé Adolf Hitler qui se suicida le 30 avril 1945 après avoir entraîné son pays et l'ensemble de la planète dans un incoercible chaos.

## Fiche technique
- Réalisateur et scénariste : Erwin Leiser
- Producteur : Tore Sjöberg
- Production et distribution : Minerva Film AB
- Société de distribution française : Sigmadis
- Montage : Ingemar Ejve
- Musique : Morton Lorand
- Conseiller artistique : Erik Holm
- Durée : 100 minutes
- Sortie en Suède : 27 avril 1960
- Sortie en France : 16 novembre 1960

## Distribution
- Willy Peters : le commentateur suédois
- Eva SKöld : la commentatrice suédois
- Louis Arbessier : le commentateur français